# New Zealand Hockey Federation
De New Zealand Hockey Federation is de nationale hockeybond van Nieuw-Zeeland.  
De bond is aangesloten bij de OHF en de FIH. De bond is verantwoordelijk voor alle veld- en zaalhockey activiteiten in Nieuw-Zeeland en rondom de nationale ploegen (Black Sticks). De bond is verder in 32 regionale onderbonden verdeeld. 

## Nationale ploegen
- Nieuw-Zeelandse hockeyploeg (mannen)
- Nieuw-Zeelandse hockeyploeg (vrouwen)